# Hägendorf
Hägendorf – miejscowość i gmina w Szwajcarii, w kantonie Solura, w jednostce administracyjnej (Amtei) Olten-Gösgen, w okręgu Olten.
Gmina została po raz pierwszy wspomniana w dokumentach w 1036 roku jako Hagendorf. W 1102 roku została wspomniana jako Haegindorf.

## Demografia
W Hägendorfie mieszka 5 246 osób (rok 2018). W 2021 roku 24,6% populacji gminy stanowiły osoby urodzone poza Szwajcarią.
W 2000 roku 91% mieszkańców mówiło w języku niemieckim, 2,3% w języku włoskim, a 2,2% w języku albańskim. Dodatkowo 25 osób mówiło w języku francuskim, a 2 w języku romansz.
Zmiany w liczbie ludności na przestrzeni lat przedstawia poniższy wykres:

## Transport
Przez teren gminy przebiegają autostrada A2 oraz droga główna nr 5.